# Солонец (Ясси)
Солонец (рум. Soloneț) — село у повіті Ясси в Румунії. Входить до складу комуни Біволарі.
Село розташоване на відстані 356 км на північ від Бухареста, 39 км на північ від Ясс.

## Населення
За даними перепису населення 2002 року у селі проживали 576 осіб, усі — румуни. Усі жителі села рідною мовою назвали румунську.